# 尼崎戎神社
尼崎戎神社（あまがさきえびすじんじゃ）は、兵庫県尼崎市にある神社。別名倉持戎大宮、または「ちぢみさん（後述）」と呼ばれている
。商売繁昌の神様「尼のえべっさん」として参拝者に親しまれており、毎年1月9日より11日まで十日戎大祭が開催されている。

## 歴史

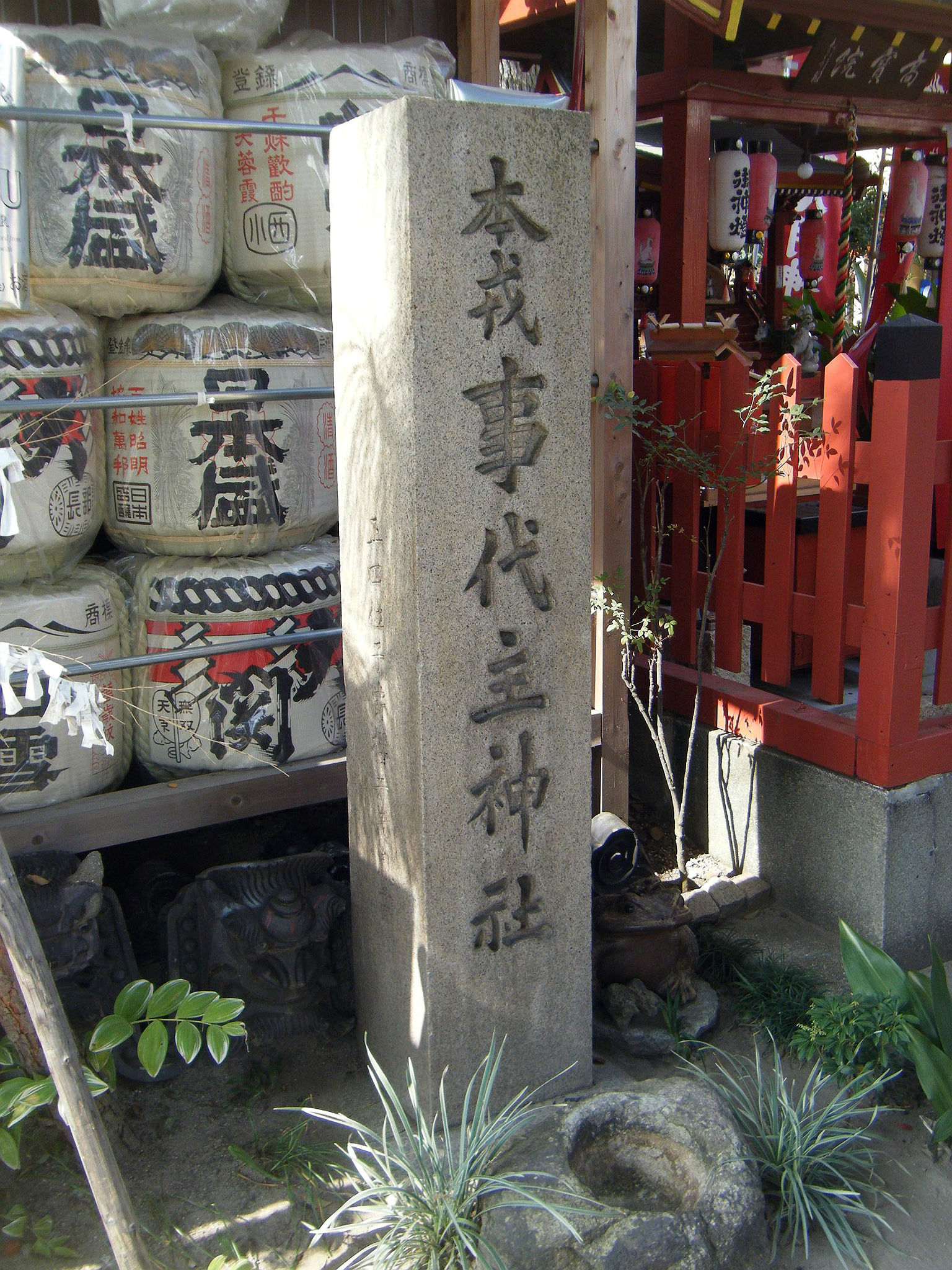
境内にある「事代主神社」の社号標

創建は醍醐天皇以前の時代であるという伝承が残されている。
正和年間に近江坂本の日吉神社に属する一社が尼崎に祀られ、その後別所町と別所村に分社、別所村字内畑（現・尼崎市西本町五丁目）には戎太神宮が建立され氏神として祀られた
。
戎太神宮は、近代には事代主神社（ことしろぬしじんじゃ）を経て現在の社号へ改称。太平洋戦争中の1945年（昭和20年）には、社地が空襲時の家屋疎開用地に指定されたが、終戦により撤去を免れている。

### 年表
- 1662年（寛文2年） - この年までに、別所村字内畑へ戎太神宮が建立（分社）され、その後事代主神社と改称される
- 1873年（明治6年）8月 - 村社に格付けされる
- 1948年（昭和23年） - 尼崎戎神社へ改称
- 1953年（昭和28年） - 神田中通三丁目（現在地）へ遷宮
- 1958年（昭和33年） - 大鳥居を建立、翌年6月完成
- 2013年（平成25年）1月 - 社務所が新築完成

## 祭神
古代の当神社は海辺に近く、漁業航海を守る海の神様としてえびすと同一視された事代主（ことしろぬし）が主祭神とされた。その後市内の商業・工業が発展してからも、商売繁盛の神様として崇拝されている。
またその昔、菅原道真が九州の大宰府に向けて航海する途中尼崎に立ち寄り、立ち並ぶ老松や砂浜の景観に感銘を受けた「琴の浦」に関する逸話にちなみ、学問の神様（天神様）として祀られている。
- 本殿 - 主祭神：八重事代主大神　配神：大国主之大神、誉田別大神、猿田彦大神
- 末社 - 天照大神、豊受姫大神、天満（天神）様、大宮能女大神（天宇受命）、火産霊大神、塩釜大明神（塩土翁神）
- 別院社 - 高宝院稲荷大明神

## 祭事

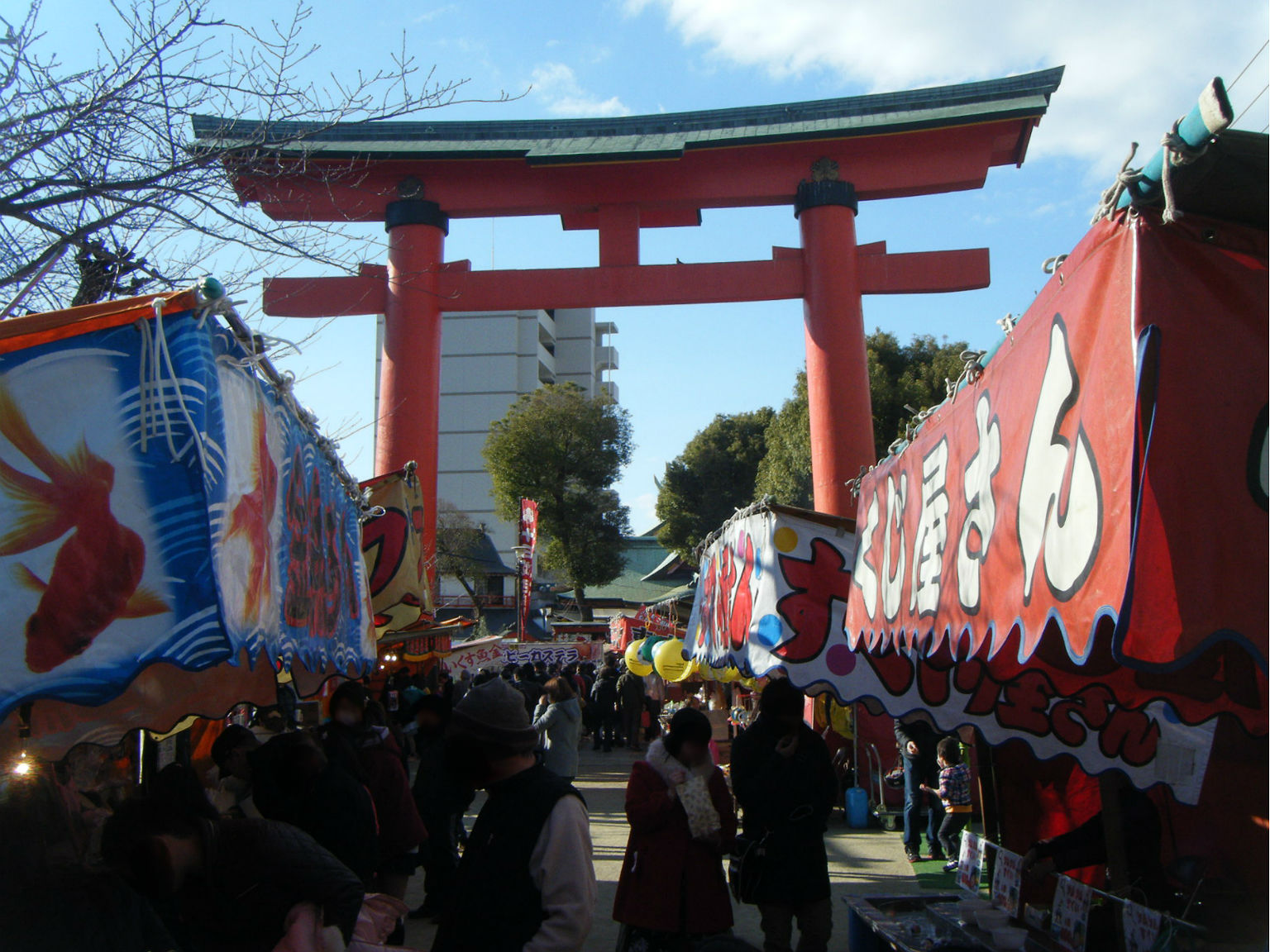
宵戎で賑わう境内（2016年）

- 1月1日：歳旦祭
- 1月9日：宵えびす
- 1月10日：本えびす
- 1月11日：残りえびす
- 2月3日：節分祭
- 4月15日：高宝院稲荷例祭
- 7月9 - 10日：夏越の祭
- 10月中旬 - 11月30日：七五三詣
- 12月31日：除夜祭

## 境内

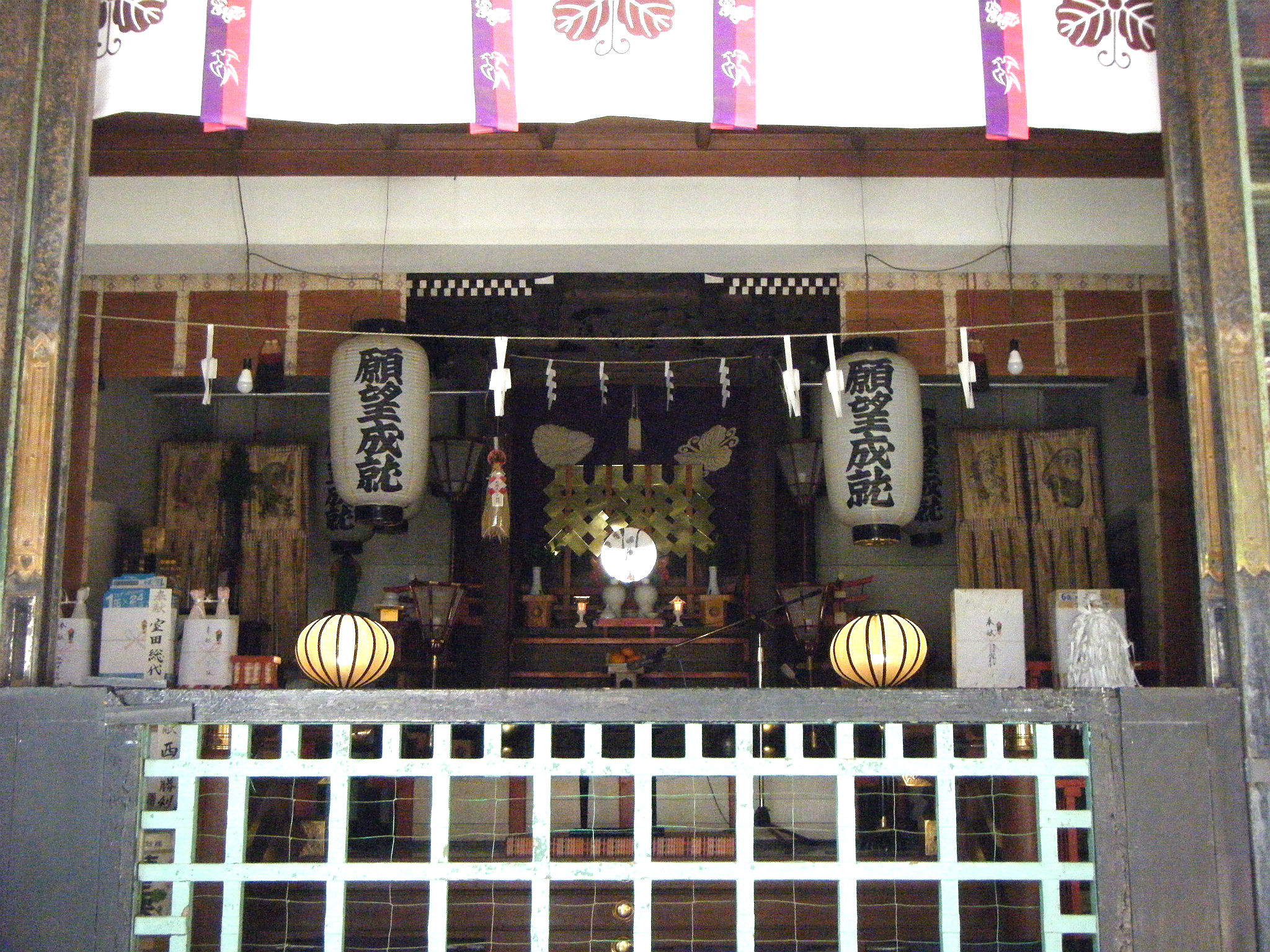
拝殿奥の覆屋に納められている本殿

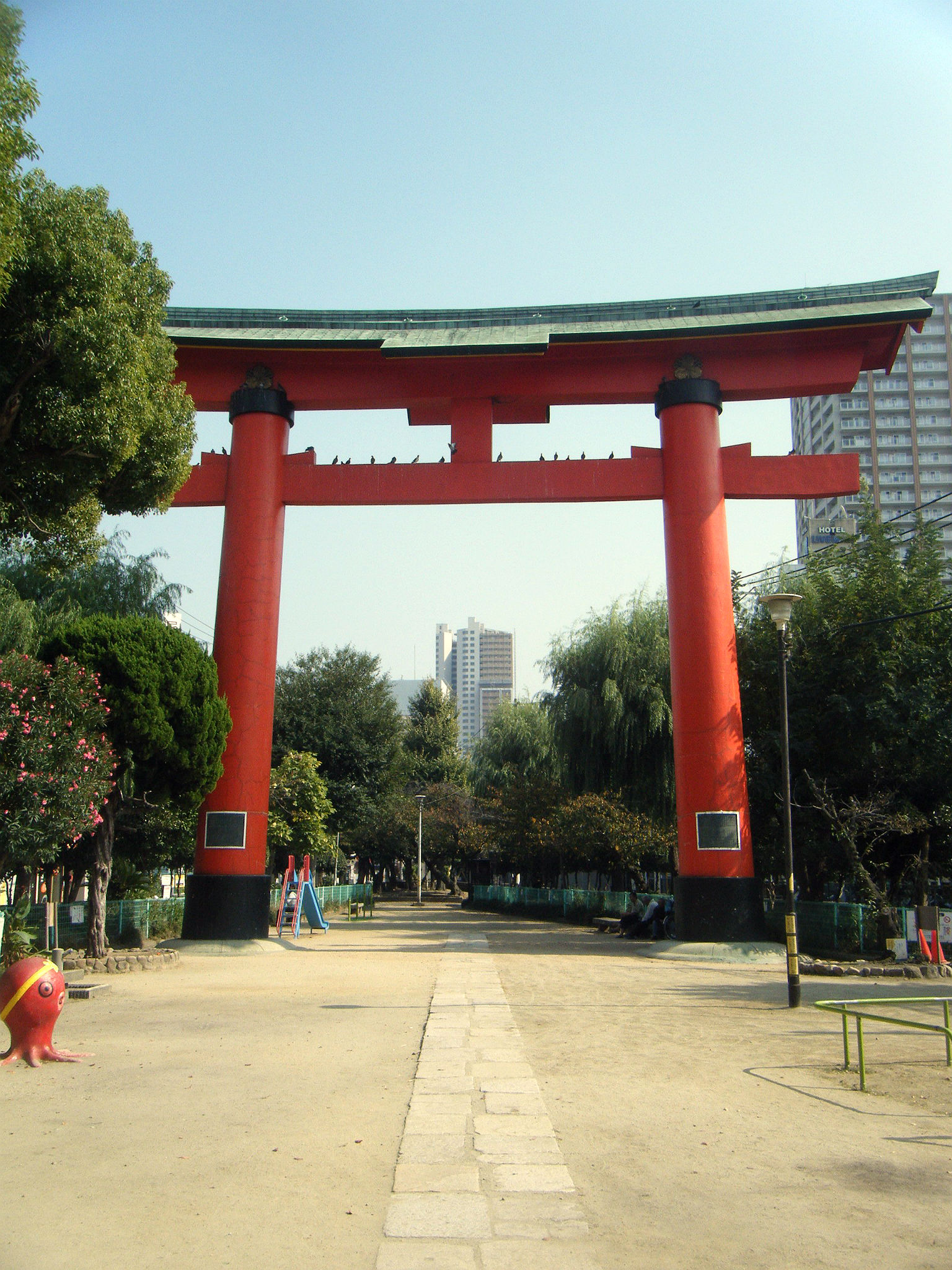
大鳥居

当神社の社地は南北朝以来数々の戦火に巻き込まれ、また災害を被る毎に社勢が衰え、分断や縮小を余儀なくされていったことから、前述の「ちぢみさん」の別称が付いたと言われている。
現在の社地は東に向かって狭くなる細長の三角形をしており、拝殿等の建築物は西側に寄せられている。社地のほぼ中央に大鳥居が建てられており、周囲には遊具やベンチ等が設置され、普段は神田公園の名称で開放されている。
本殿
木造・一間社流造の檜皮葺。江戸時代末期の建築とも言われている。
拝殿
鉄筋コンクリート造・銅板葺で、西に向かって参拝するように建てられている。建物全体は、本殿が納められた奥の覆屋と一体になっている。
末社
拝殿北隣にある天照大神や天神様等を祀る社。
別院社
境内北側にある稲荷神を祀る朱塗りの祠。
社務所
拝殿南隣にある木造・銅板葺の建物で住宅を兼ねる。2013年（平成25年）に竣工した。建物の内部には、ガラス作家の三浦啓子による、えべっさんなどをデザインしたステンドグラスが飾られている。
大鳥居
1959年（昭和34年）に竣工した、高さ17ｍ・笠木22ｍ・柱直径1.6ｍある鉄筋コンクリート造・朱塗りの鳥居。掲げられていた「倉持戎大宮」の扁額は畳3枚分の大きさがあったが、2015年（平成27年）現在、扁額は外されている。
月像石（つきいし）
アポロ11号が月面着陸を果たした1969年（昭和44年）7月20日に和歌山県で発見されたという奇石で、翌年に当神社に納められたもの。以来参拝者が御利益を祈願して、石を撫でて行く風習が広まった。

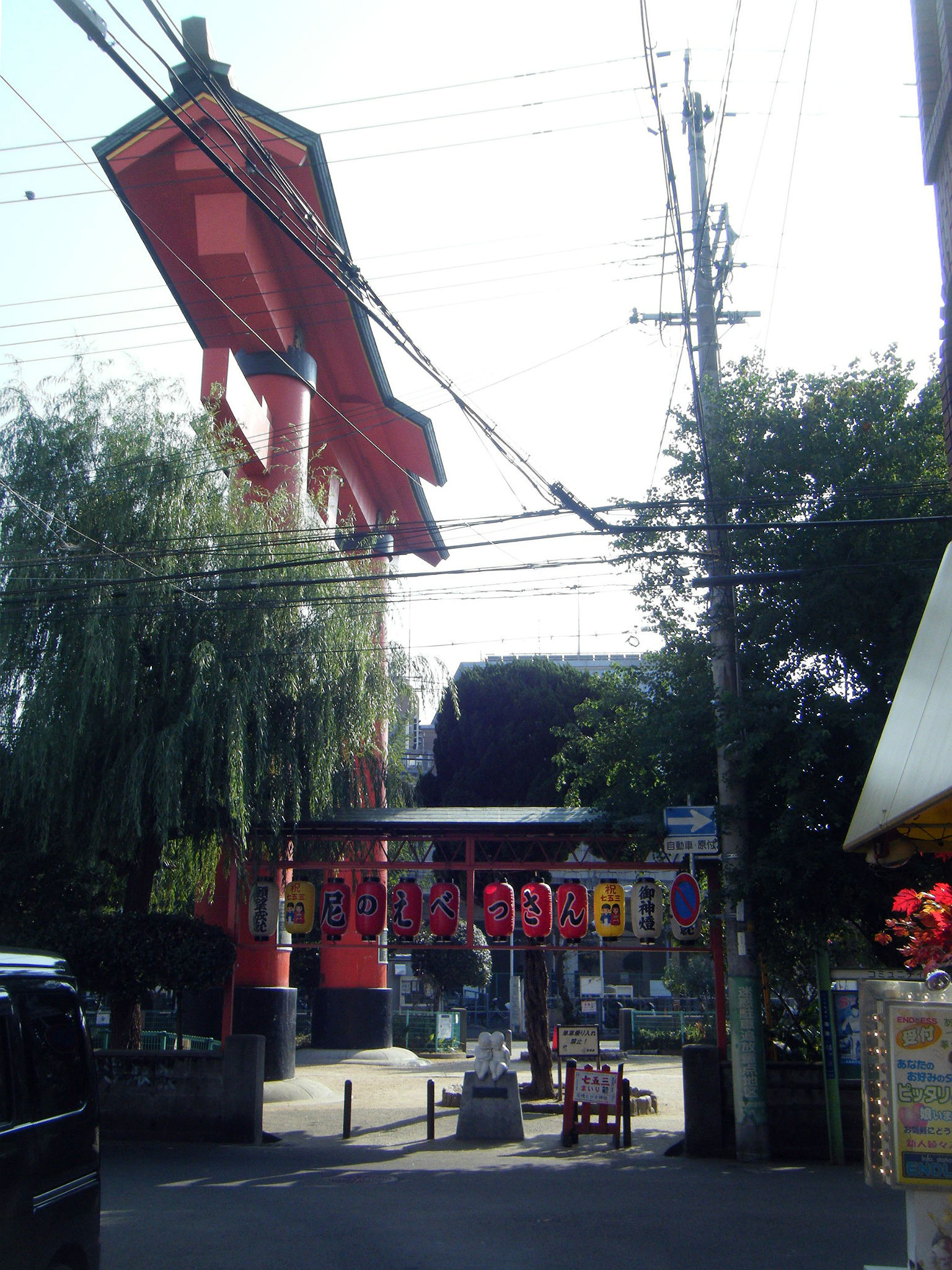
境内（神田公園）入口
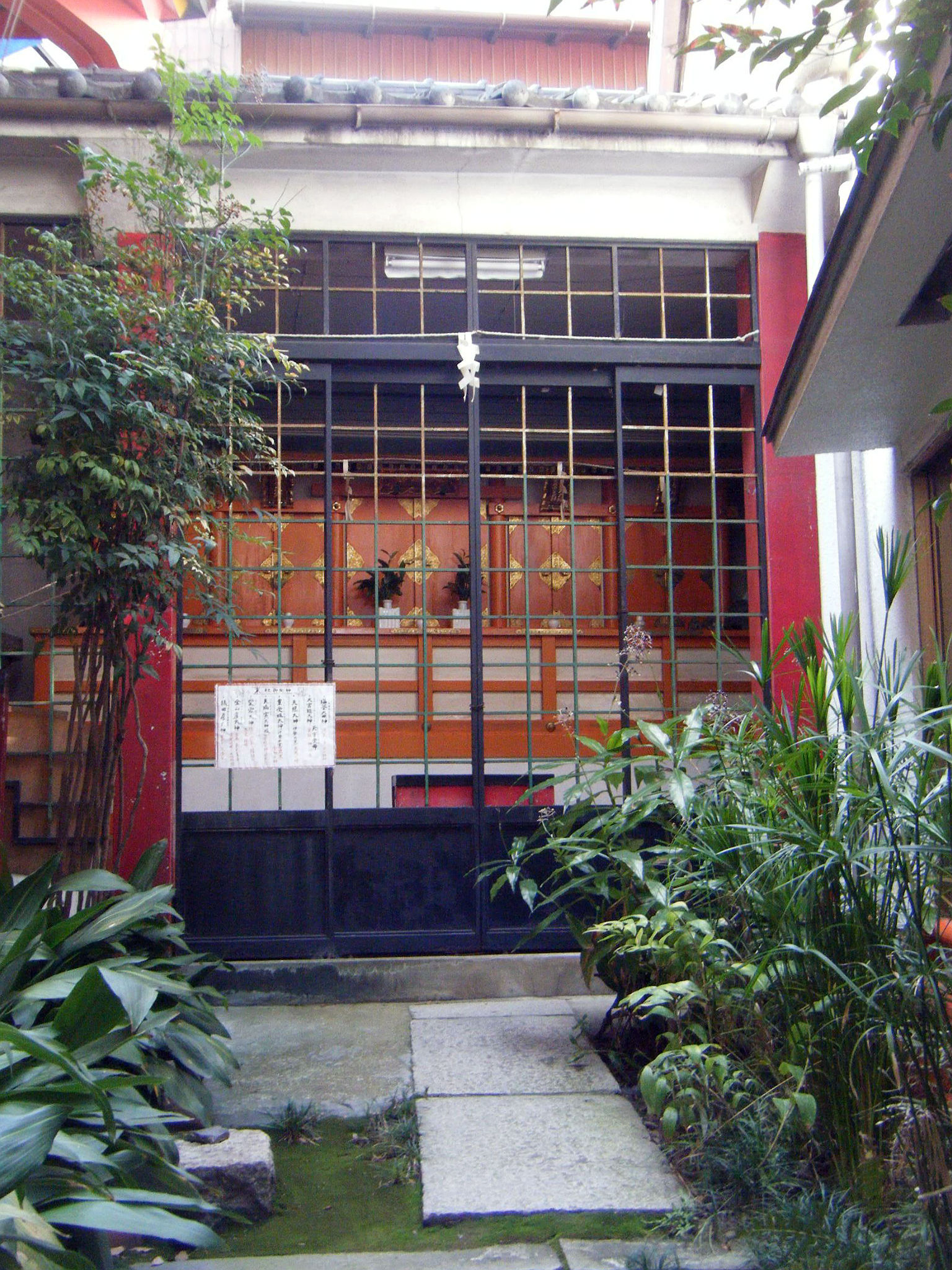
末社
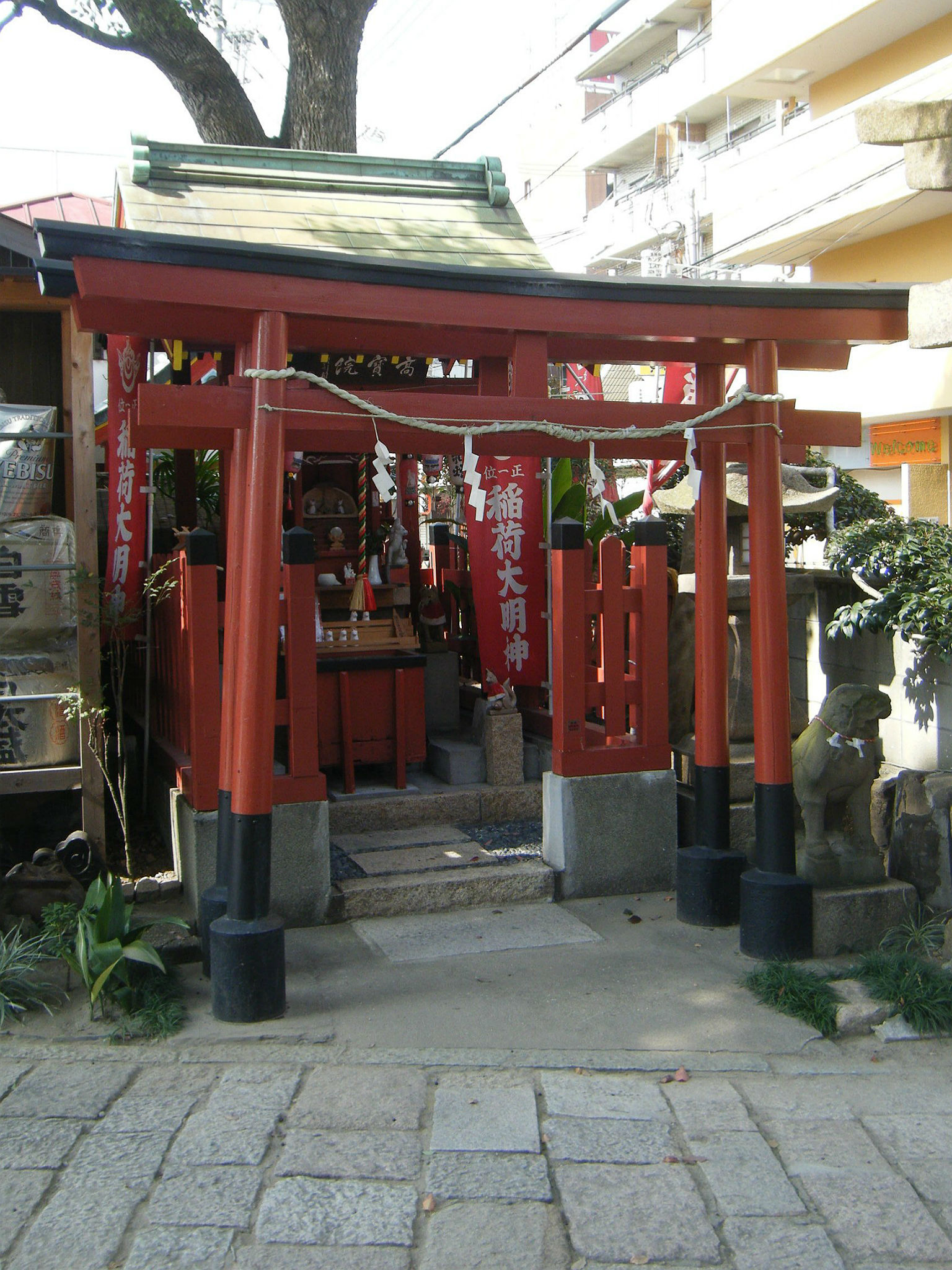
別院社（稲荷神社）
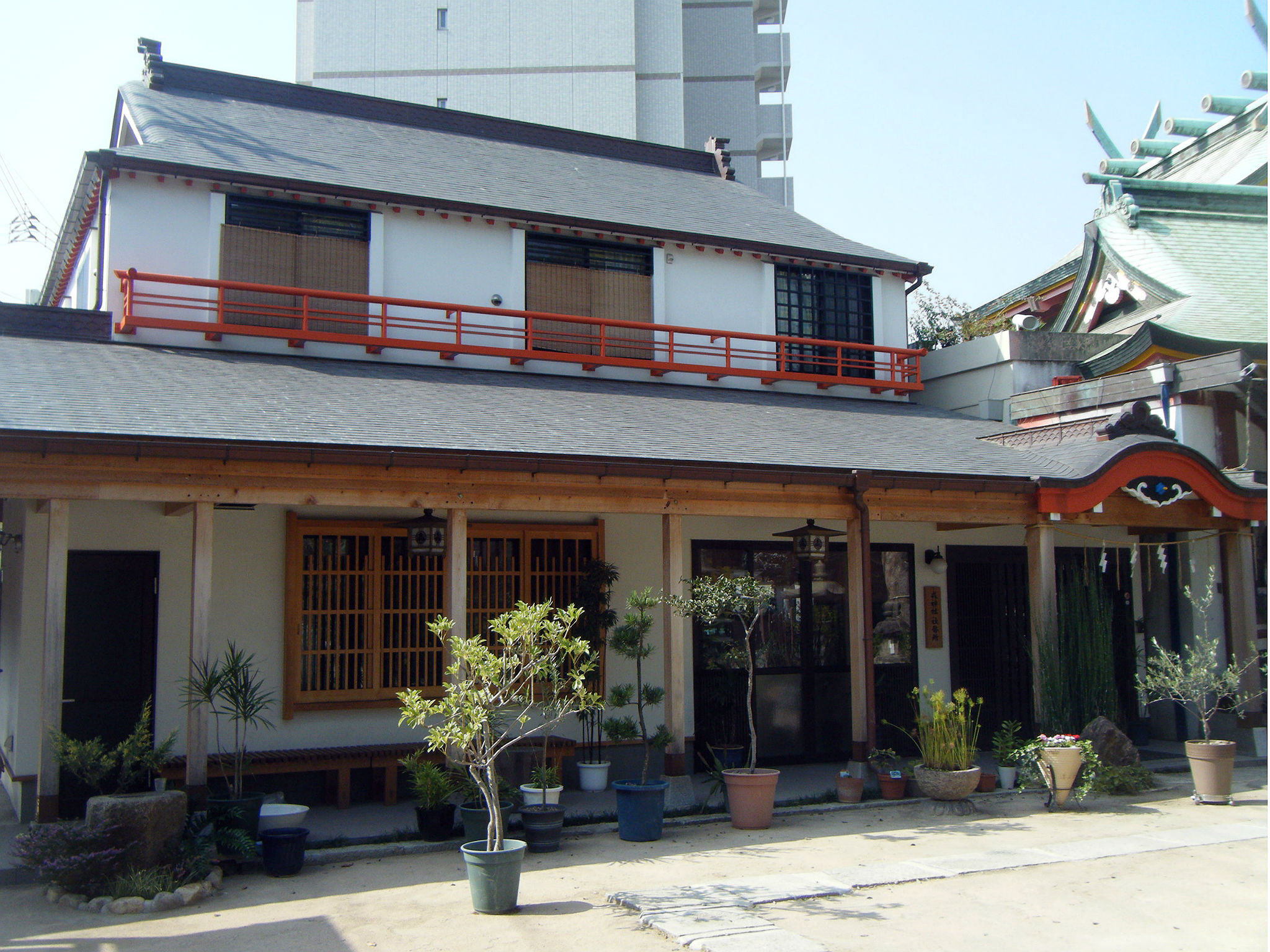
社務所
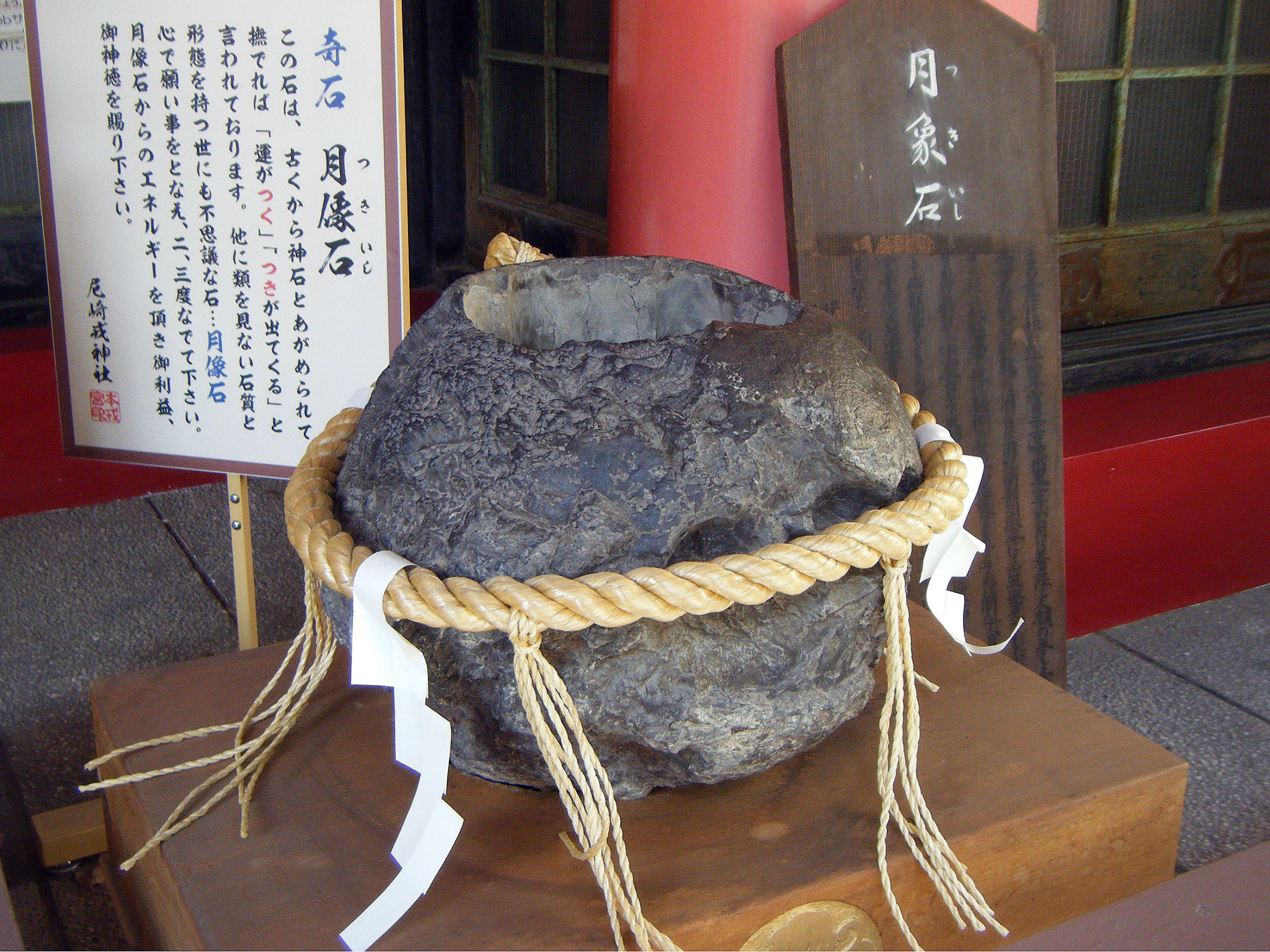
拝殿前にある月像石（つきいし）
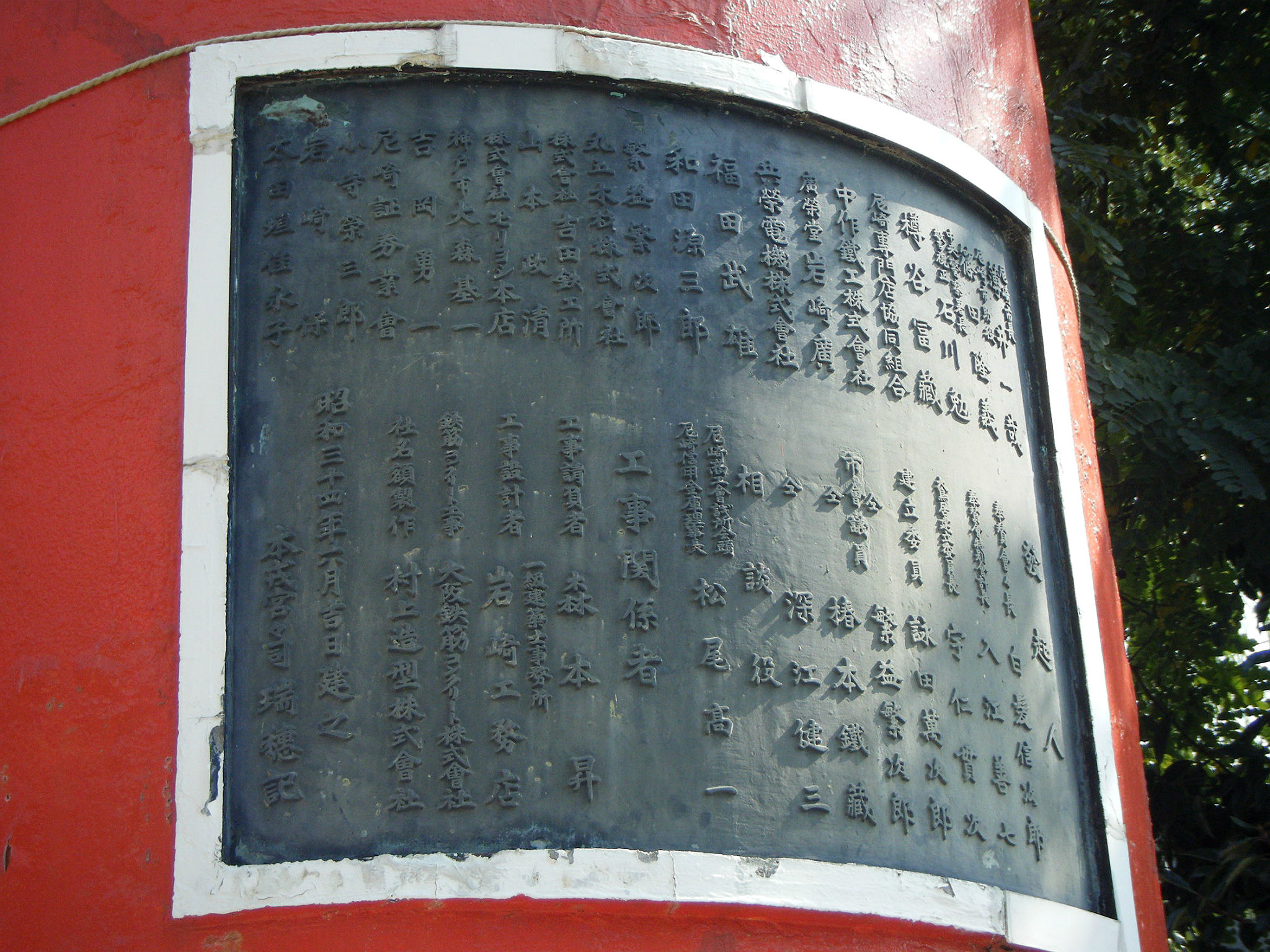
大鳥居柱の刻銘版　完成年が刻まれている。
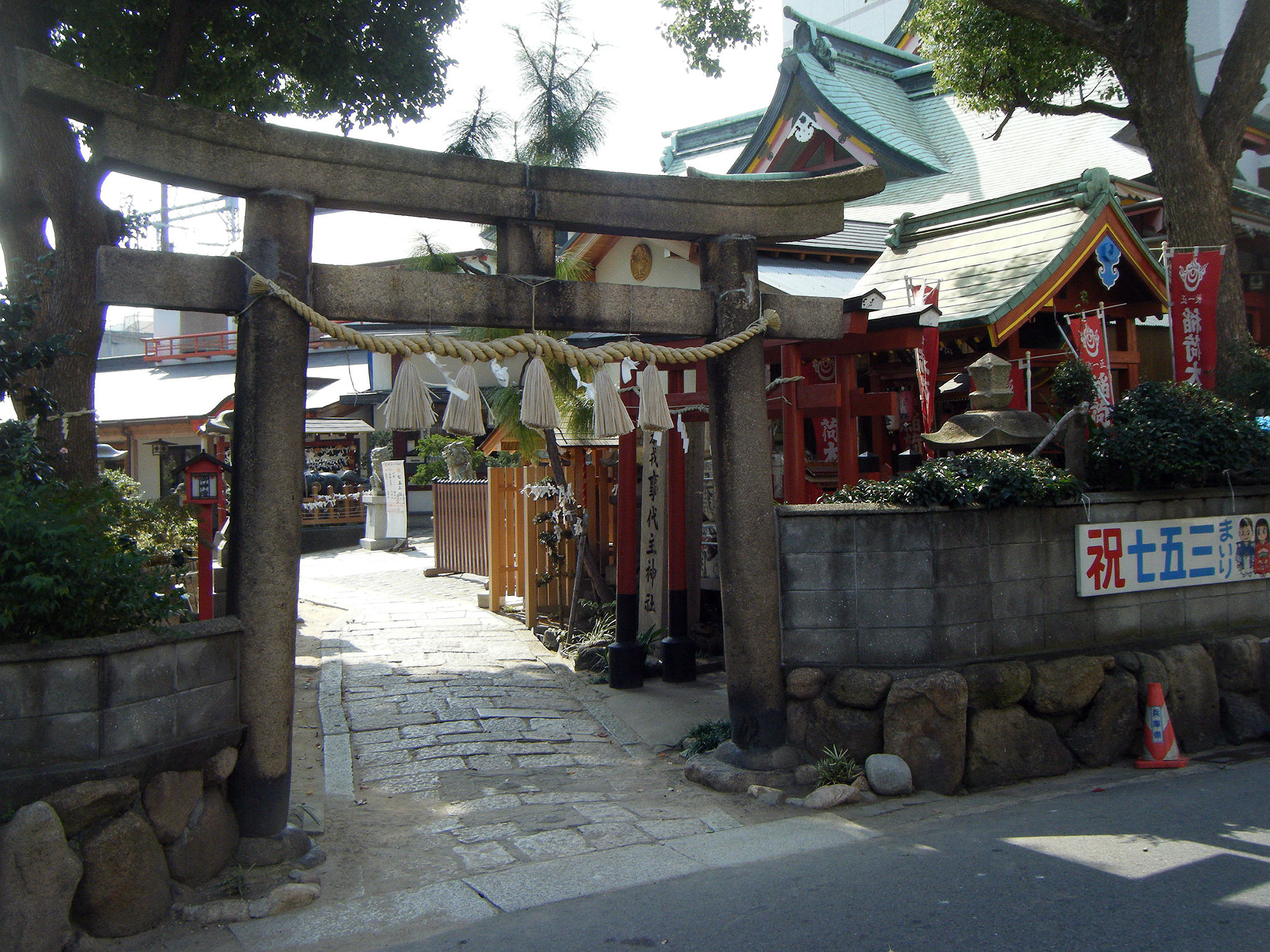
境内北側にある石造の鳥居

## 交通

### 鉄道
- 阪神尼崎駅下車　西へ徒歩約3分

### バス
- 阪神バス・阪急バス「阪神尼崎」バス停下車　西へ徒歩約3分
- 阪神バス「東難波（ひがしなにわ）」バス停下車　南へ徒歩約3分